# Andreaea fragilis
Andreaea fragilis är en bladmossart som beskrevs av C. Müller 1879. Andreaea fragilis ingår i släktet sotmossor, och familjen Andreaeaceae. Inga underarter finns listade i Catalogue of Life.